# Coelalysia goniarcha
Coelalysia goniarcha är en stekelart som först beskrevs av Cameron 1912.  Coelalysia goniarcha ingår i släktet Coelalysia och familjen bracksteklar. Inga underarter finns listade i Catalogue of Life.